# Георги Шишков (зоолог)
Вижте пояснителната страница за други личности с името Георги Шишков.
Георги Димитров Шишков е български зоолог, хидробиолог, първият български професор по зоология и дописен член на Българска академия на науките.

## Биография
Роден е на 10 септември 1865 г. в Сливен. През 1892 г. завършва с докторат природни науки в Женевския университет. След завръщането си в България е учител в Търново и Пловдив. През 1895 г. става първият редовен доцент по зоология във Висшето училище в София. От 1895 до 1897 г. специализира хидробиология в Зоологическата станция и аквариум в Неапол. През 1898 г. основава Зоологическия институт при Софийския университет. През 1903 г. е избран за първия български професор по зоология. От 1909 до 1935 г. е ръководител на катедрата по анатомия и систематика на безгръбначните животни. През 1913 – 1914 и 1920 – 1921 г. е декан на Физико-математическия факултет, а през 1917 – 1918 и 1928 – 1929 г. е ректор на Софийския университет. През 1936 г. става почетен член на Българското природоизпитателно дружество. Умира на 1 януари 1943 г. в София.

## Научна дейност
Основоположник е на хидробиологията в България. Изучава фауната на Черно море, сладководни ракообразни и риби. Негови по-значими научни трудове са:
- Два нови вида за българската херпетология //  Годишник на Софийския университет. Физико-математически факултет. Книга 2; Annuaire de l'Universite de Sofia. Faculte Physico-mathematique. Livre 2 8-9.   1914. с. 1-10.
- „Принос към изучаване на фауната на Черно море“ (1912, на френски език)
- „Върху ихтиофауната на река Камчия“ (1934)
- „Върху няколко нови и слабо познати нашенски сладководни риби“ (1939)